# Mezinárodní letiště Rarotonga
Mezinárodní letiště Rarotonga (IATA: RAR, ICAO: NCRG) (maorsky: Papa Rererangi o Rarotongaje) je jediné mezinárodní letiště na Cookových ostrovech. Slouží jako základna pro místní leteckou společnost Air Rarotonga. Nachází se tři kilometry západně od hlavního města Avarua na Rarotonze, hlavním ostrově Cookových ostrovů.

## Historie
Současné letiště bylo postaveno v letech 1970 až 1973 a slavnostně otevřeno v roce 1974 během návštěvy královny Alžběty II. V roce 2009 byla zahájena rekonstrukce a rozšíření stávajících terminálů. Nově navržený terminál byl slavnostně otevřen v červnu 2010.

## Galerie

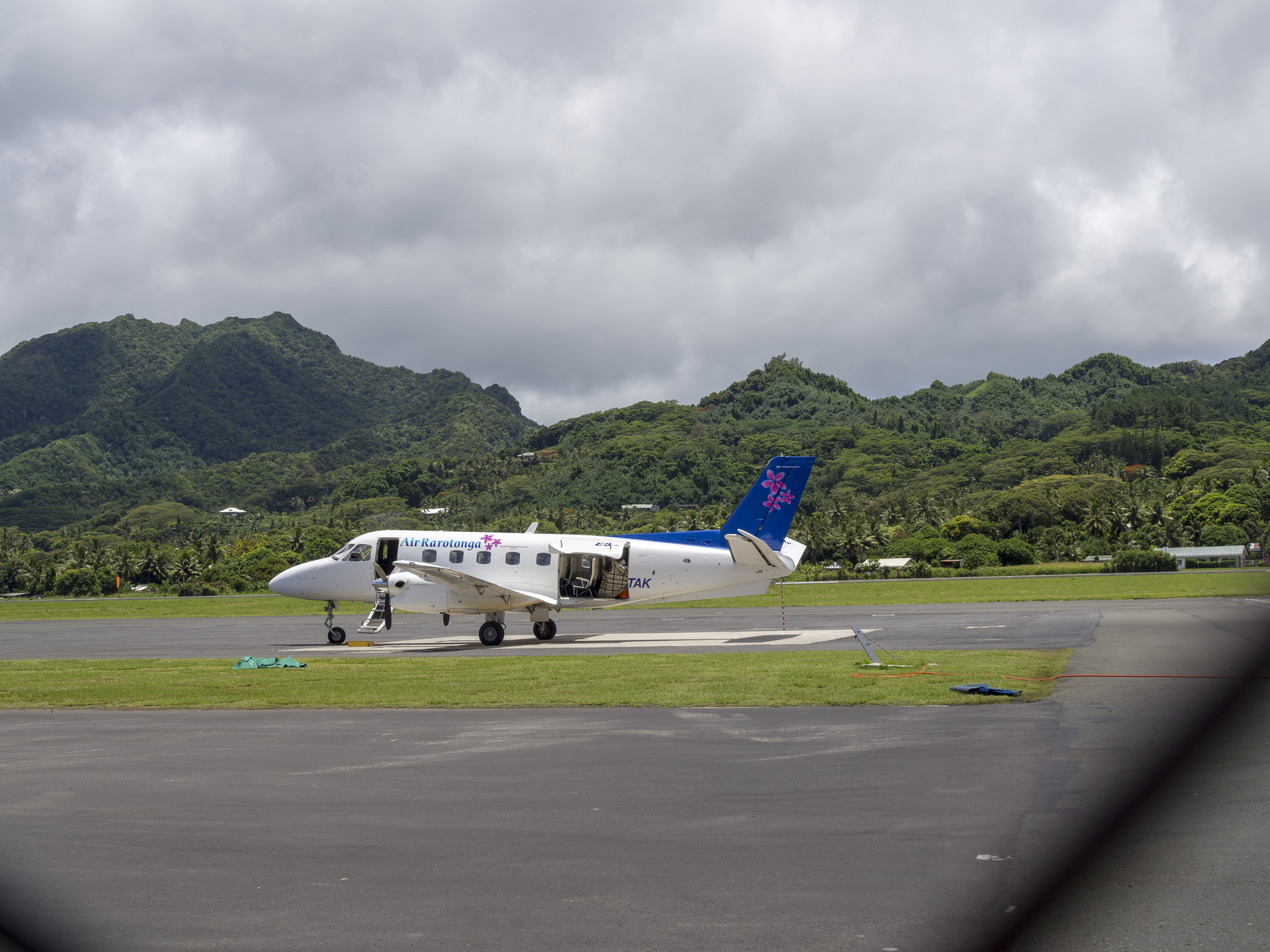
Letoun Saab 340 společnosti Air Rarotonga
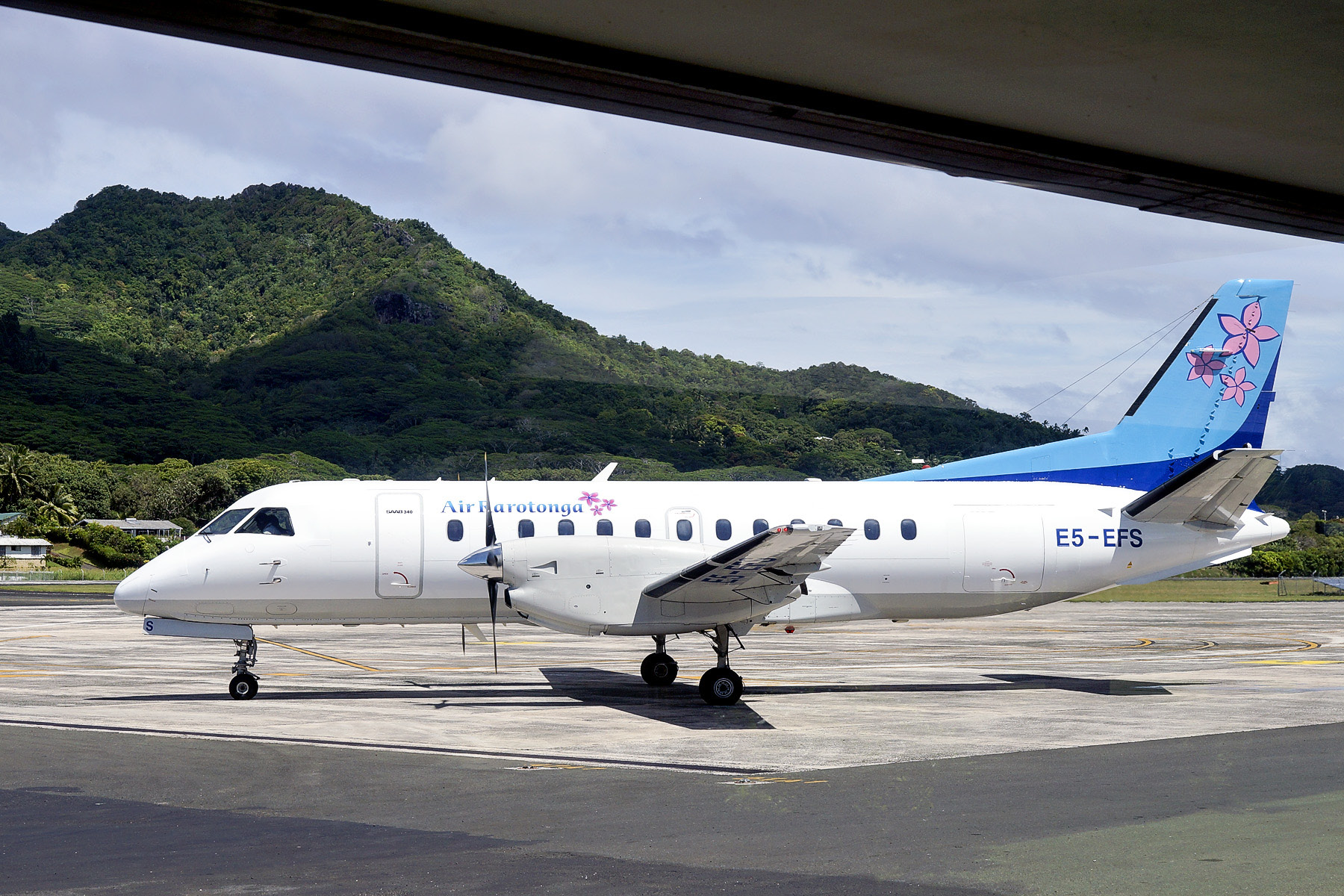
Letoun Saab 340 společnosti Air Rarotonga